# Kozelník
Kozelník este o comună slovacă, aflată în districtul Banská Štiavnica din regiunea Banská Bystrica. Localitatea se află la altitudinea de 390 m deasupra n.m., se întinde pe o suprafață de 9,01 km2 și în 2017 număra 166 de locuitori.

## Istoric
Localitatea Kozelník este atestată documentar din 1518.

## Demografie
| An:                | 1994 | 2004   | 2014    | 2024   |
| ------------------ | ---- | ------ | ------- | ------ |
| Număr de persoane: | 213  | 205    | 177     | 174    |
| Diferență:         |      | −3,75% | −13,65% | −1,69% |

| An:                | 2023 | 2024   |
| ------------------ | ---- | ------ |
| Număr de persoane: | 167  | 174    |
| Diferență:         |      | +4,19% |